# Museo delle marionette Angelo Cenderelli
Il Museo delle marionette "Angelo Cenderelli" è un museo di tradizioni popolari di Campomorone, in provincia di Genova.

## La collezione
Il museo ospita la collezione che fu del marionettista genovese Angelo Cenderelli (Genova, 26 agosto 1892 - 12 dicembre 1959), dirigente dei lavori pubblici del Comune di Genova che, dal 1937 alla morte, costruì in famiglia un teatrino delle marionette.
Il museo comprende una cinquantina di marionette in legno con tenuta a metodo Holden, animali (23 pezzi), oggetti di scena (circa 200 pezzi), decine di scenografie (la maggior parte delle quali del pittore genovese Egidio Oliveri)  e costumi teatrali, nonché 50 copioni di vari autori.
Alla figura di Angelo Cenderelli è dedicato il Premio Cenderelli per il teatro delle marionette (la I edizione nel 2013, nell'ambito della rassegna "Burattinando Villa Serra").